# Wiki na aprendizagem e na educação
Wiki é um componente maior da web 2.0 (embora sua origem seja mais antiga que a da criação desse paradigma). Como o que vem se estabelecido comumente entre essas ferramentas, o wiki tem como principal função que usuários construam o conteúdo da internet (o chamado "social software"). Essas ferramentas são geralmente classificadas pela facilidade de uso e velocidade do tráfego de informações. Também procuram diminuir a necessidade de conhecimento técnico (embora ele possa a vir útil no caso dos wikis que são softwares livres). O foco desses softwares são do tráfego rápido de informações. A expressão wiki se refere a expressão havaiana "wiki-wiki" que significa muito rápido. Assim, toda a construção de HTML da página é submetida ao conteúdo que os próprios usuários criam e podem monitorar. Depende de cada wiki criada que haja grupos e subgrupos de edição de conteúdo, além de moderadores. Torna-se importante entender como a ferramenta pode estimular essas áreas de aprendizagem e educação. 

## Aprendizado

### Paradigma da colaboração/cooperação
O wiki pode ser uma ferramenta de aprendizado realizado por grupos heterogêneos. De acordo com o modelo de aprendizagem colaborativa ou de cooperação aqueles que trabalham em grupo tendem a aprender mais do que aqueles que trabalham individualmente. Ou seja, o sucesso da criação de uma wiki geralmente envolve a colaboração de seus usuários em construir o conteúdo coletivamente.

### Construtivismo
Os wikis são interativos e manipuláveis. Aqueles que os utilizam estão aprendendo observando as suas manipulações no conteúdo. Ele acaba sendo construtivo e reflexivo, ajuda na criação de novos conceitos. No próprio conceito de colaboração já discutido. Os editores tem que discutir um com os outros como vai se dar a apresentação de determinado conteúdo. Ao explicitar o seu conteúdo, o usuário acaba tendo que refletir sobre ele, a construir modelos padrões para que possa se dar o seu aprendizado. Dessa forma, o conteúdo produzido coletivamente pode ser constantemente revisitado de maneira reflexiva.

## Educação
Na área de educação o wiki pode ser utilizado como forma de que os alunos em grupos possam criar projetos que envolvam o conteúdo das disciplinas que estão fazendo. A documentação desse conteúdo acarreta numa reflexão sobre tudo o que está sendo criado. O histórico de modificações pode servir para que o professor (geralmente um moderador do wiki) possa acompanhar a evolução de aprendizado dos alunos. Os wikis também têm, em complemento, muitas ferramentas que ajudam na fomentação do projeto, como um calendário para criar um cronograma.
Os Wikis foram reconhecidamente em diversas áreas da educação:
- Estímulo à escrita
- Criação de uma base de informações da entidade educadora.
- Desenvolvimento de Portfólios para educadores.
- Meio efetivo de pesquisas acadêmicas realizadas por pesquisadores que trabalham à distância.
- Organização de aulas, pelas ferramentas de planejamento.

### Ressalvas
Ainda há um pouco de ressalvas de acadêmicos quanto ao uso das ferramentas wiki. Boa parte disso se dá quanto ao uso divergente de propriedades intelectuais que tendem a desagradar parcela da academia que ainda se recusa a escrever artigos em wikis. Isso é verificado principalmente no Wikipédia. Muitos artigos de lá ainda são desclassificados por conterem erros grosseiros quando verificados por autoridades científicas, em parte pela recusa da disponibilidade de algumas informações valiosas que detêm direitos intelectuais. Assim, um wiki pode ainda, conforme a licença, impedir o uso de contribuições feitas.